# Херишеф
Херишеф (егип. Ḥrj-šf «находящийся на своём озере») — древнеегипетский бог, покровитель Гераклеополя, почитался как один из богов плодородия и воды, покровитель охоты и рыболовства. Изображался в виде человека с головой овна, в чём его изображение сходно с изображениями Хнума или Банебджедета.
При фараонах IX и X династий почитался как бог-творец, правый глаз которого Солнце, левый — Луна. При фараонах XI и XII династий становится одной из ипостасий Хора. Изображения Херишефа были распространены по Египту почти повсеместно, его можно увидеть на стенах гробниц Мерикара, Аменемхета II, а также Гипостильного зала в Карнаке. Греками отождествился с Гераклом.